# Canton de Saint-Quentin-2
Le canton de Saint-Quentin-2 est une circonscription électorale française du département de l'Aisne, créée par le décret du 21 février 2014 et entrant en vigueur lors des élections départementales de 2015.

## Histoire
Un nouveau découpage territorial de l'Aisne entre en vigueur en mars 2015, défini par le décret du 21 février 2014, en application des lois du 17 mai 2013 (loi organique 2013-402 et loi 2013-403). Les conseillers départementaux sont, à compter de ces élections, élus au scrutin majoritaire binominal mixte. Les électeurs de chaque canton élisent au Conseil départemental, nouvelle appellation du Conseil général, deux membres de sexe différent, qui se présentent en binôme de candidats. Les conseillers départementaux sont élus pour 6 ans au scrutin binominal majoritaire à deux tours, l'accès au second tour nécessitant 12,5 % des inscrits au premier tour. En outre la totalité des conseillers départementaux est renouvelée. Ce nouveau mode de scrutin nécessite un redécoupage des cantons dont le nombre est divisé par deux avec arrondi à l'unité impaire supérieure. 
Dans l'Aisne, le nombre de cantons passe ainsi de 42 à 21. Le canton de Saint-Quentin-2 fait partie des huit nouveaux cantons du département, les treize autres cantons portant la dénomination d'un ancien canton, mais avec des limites territoriales différentes.
Le nouveau canton reprend l'ensemble des communes du canton de Saint-Quentin-Nord avec une fraction cantonale non-modifiée de la commune de Saint-Quentin où est fixé le bureau centralisateur.

## Administration

### Représentation
| Période élective | Période élective | Mandat | Mandat   | Identité        | Nuance | Nuance | Qualité                                                                                 |
| ---------------- | ---------------- | ------ | -------- | --------------- | ------ | ------ | --------------------------------------------------------------------------------------- |
| 2015             | 2021             | 2015   | 2021     | Thomas Dudebout |        | LR     | Adjoint au maire de Saint-Quentin 10eme Vice-Président du Conseil départemental         |
| 2015             | 2021             | 2015   | 2021     | Pascale Gruny   |        | LR     | Directeur administratif et financier Sénatrice de l'Aisne                               |
| 2021             | 2028             | 2021   | en cours | Thomas Dudebout |        | LR     | Adjoint au maire de Saint-Quentin 6e Vice-président (Transition et stratégie Numérique) |
| 2021             | 2028             | 2021   | en cours | Pascale Gruny   |        | LR     | Sénatrice de l'Aisne                                                                    |

#### Élections de mars 2015
À l'issue du premier tour des élections départementales de 2015, deux binômes sont en ballottage : Thomas Dudebout et Pascale Gruny (Union de la Droite, 44,99 %) et Kévin Berdal et Sylvie Saillard (FN, 38,11 %). Le taux de participation est de 51,09 % (7 962 votants sur 15 584 inscrits) contre 53,32 % au niveau départemental et 50,17 % au niveau national.
Au second tour, Thomas Dudebout et Pascale Gruny (Union de la Droite) sont élus Conseillers départementaux de l'Aisne avec 60,44 % des suffrages exprimés et un taux de participation de 51,61 % (4 386 voix pour 8 043 votants et 15 584 inscrits).

#### Élections de juin 2021
Le premier tour des élections départementales de 2021 est marqué par un très faible taux de participation (33,26 % au niveau national). Dans le canton de Saint-Quentin-2, ce taux de participation est de 34,16 % (5 317 votants sur 15 564 inscrits) contre 34,94 % au niveau départemental. À l'issue de ce premier tour, deux binômes sont en ballottage : Thomas Dudebout et Pascale Gruny (LR, 56,1 %) et Sébastien Anette et Nelly Leblanc (RN, 22,29 %).
Le second tour des élections est marqué une nouvelle fois par une abstention massive équivalente au premier tour. Les taux de participation sont de 34,3 % au niveau national, 34,65 % dans le département et 35,87 % dans le canton de Saint-Quentin-2. Thomas Dudebout et Pascale Gruny (LR) sont élus avec 75,31 % des suffrages exprimés (3 855 voix pour 5 582 votants et 15 563 inscrits),,.

## Composition
Le canton de Saint-Quentin-2 est composé de 10 communes entières et d'une fraction de la commune de Saint-Quentin.
| Nom                                   | Code Insee | Intercommunalité       | Superficie (km2) | Population (dernière pop. légale)                | Densité (hab./km2) | Modifier                                    |
| ------------------------------------- | ---------- | ---------------------- | ---------------- | ------------------------------------------------ | ------------------ | ------------------------------------------- |
| Saint-Quentin (bureau centralisateur) | 02691      | CA du Saint-Quentinois | 22,56            | Fraction : 18 498 (2022) Commune : 52 995 (2022) | 2 349              | modifier les données · modifier les données |
| Essigny-le-Petit                      | 02288      | CA du Saint-Quentinois | 4,53             | 351 (2022)                                       | 77                 | modifier les données · modifier les données |
| Fieulaine                             | 02310      | CA du Saint-Quentinois | 7,74             | 249 (2022)                                       | 32                 | modifier les données · modifier les données |
| Fonsomme                              | 02319      | CA du Saint-Quentinois | 9,60             | 517 (2022)                                       | 54                 | modifier les données · modifier les données |
| Fontaine-Notre-Dame                   | 02322      | CA du Saint-Quentinois | 11,90            | 379 (2022)                                       | 32                 | modifier les données · modifier les données |
| Lesdins                               | 02420      | CA du Saint-Quentinois | 10,63            | 808 (2022)                                       | 76                 | modifier les données · modifier les données |
| Marcy                                 | 02459      | CA du Saint-Quentinois | 7,30             | 152 (2022)                                       | 21                 | modifier les données · modifier les données |
| Morcourt                              | 02525      | CA du Saint-Quentinois | 6,07             | 545 (2022)                                       | 90                 | modifier les données · modifier les données |
| Omissy                                | 02571      | CA du Saint-Quentinois | 7,09             | 679 (2022)                                       | 96                 | modifier les données · modifier les données |
| Remaucourt                            | 02637      | CA du Saint-Quentinois | 6,35             | 278 (2022)                                       | 44                 | modifier les données · modifier les données |
| Rouvroy                               | 02659      | CA du Saint-Quentinois | 5,05             | 507 (2022)                                       | 100                | modifier les données · modifier les données |
| Canton de Saint-Quentin-2             | 0214       |                        | 89,17            | 22 963 (2022)                                    | 258                | modifier les données                        |

Le canton comprend en outre la partie de la commune de Saint-Quentin située au nord d'une ligne définie par l'axe des voies et limites suivantes : depuis la limite territoriale de la commune de Fayet, rue du Président-John-Fitzgerald-Kennedy, rue Thiers, rue du Colonel-Fabien (toutes trois incluses), rue des Glacis, boulevard Richelieu (toutes deux exclues), place Crommelin, boulevard Roosevelt (inclus), boulevard Gambetta, rue de Crimée (tous deux exclus), avenue du Général-de-Gaulle (incluse), rue du Général-Leclerc jusqu'au pont du canal (exclue), canal de Saint-Quentin, jusqu'à l'avenue Eric-Jaulmes, avenue Eric-Jaulmes, jusqu'à la limite territoriale de la commune de Rouvroy.

## Démographie
En 2022, le canton comptait 22 963 habitants, en évolution de −1,35 % par rapport à 2016 (Aisne : −1,97 %, France hors Mayotte : +2,11 %).
| 2013   | 2018   | 2022   |
| ------ | ------ | ------ |
| 24 357 | 22 799 | 22 963 |